# Gisela von Kerssenbrock
Gisela von Kerssenbrock (morte le 10 janvier 1300) est un chantre du monastère de cisterciennes Marienbrunn (de) de Rulle (de), près d'Osnabrück, en Allemagne. Elle est mentionnée comme l'auteur et l'enlumineuse d'un graduel richement décoré actuellement conservé aux archives diocésaines d'Osnabrück (Ma.101).

## Biographie
On ne connait rien de la vie de Gisela von Kerssenbrock si ce n'est ce qui est mentionné sur elle dans le Codex Gisle : elle est chantre dans un monastère de Cisterciennes, situé dans le village de Rulle, non loin de la ville allemande d'Osnabrück. Seule sa date de décès est connue. Elle est représentée à plusieurs reprises dans l'ouvrage en religieuse agenouillée en prière.

## Codex Gisle

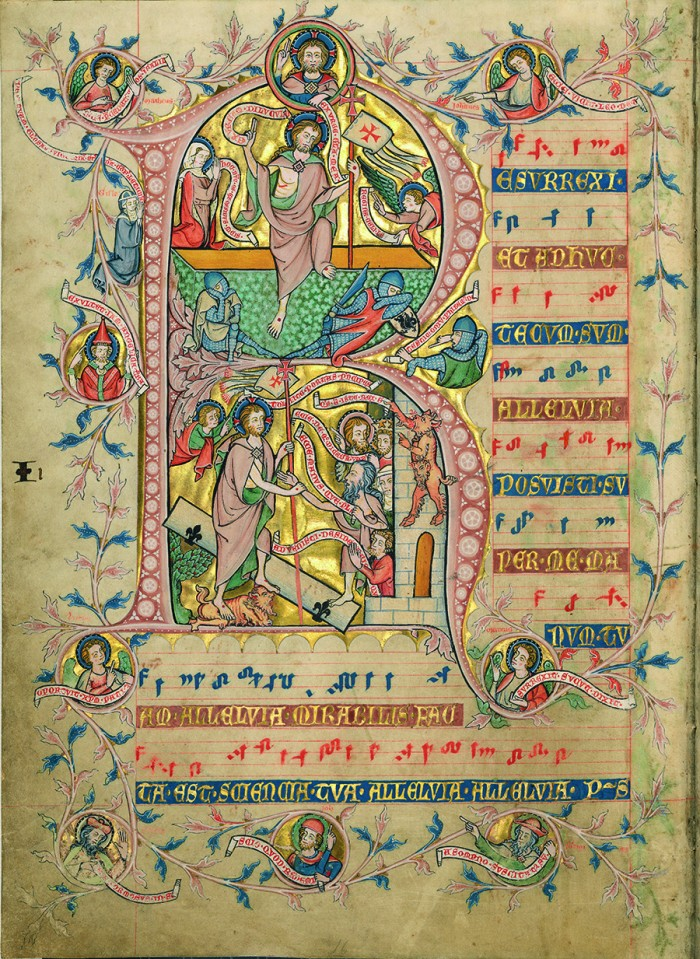
Folio 70 du codex Gisle.

Il s'agit d'un graduel à l'usage de la liturgie cistercienne. Il contient plus de 1500 chants nécessaires aux offices pendant l'année liturgique. Il était utilisé par la chantre pour diriger le chœur des religieuses. Il est décoré de 53 grandes lettrines historiées et plus de 200 petites lettrines ornées.
Le folio 1 contient la mention : « la vénérable et pieuse vierge Gisela von Kerssenbrock a écrit, enluminé, annoté, paginé en décoré » le présent livre. Depuis que le manuscrit est connu des historiens, cette note a fait l'objet de controverses. Elle a très vite été interprétée par le fait que Gisela ne serait pas l'auteur unique du livre mais son commanditaire, une femme ne pouvant être l'unique auteur de cet ouvrage et qu'elle aurait présidé à sa réalisation, effectuée concrètement par plusieurs mains dont des enlumineurs extérieurs au couvent. Judith H. Oliver a tenté de démontrer, dans sa monographie consacrée à ce codex, que ce dernier pouvait très bien avoir été l'œuvre d'une religieuse et de ses assistantes. Selon elle, le contenu du texte propre aux Cisterciens, ses décorations, uniques dans cette région d'Allemagne et marquées par un certain conservatisme, et surtout l'interpénétration étroite entre ce texte et cette décoration font que cette œuvre peut très bien avoir été réalisée par des religieuses cisterciennes de cette période. Cette hypothèse n'a pas rencontré le plein assentiment de tous les spécialistes.

## Postérité
Le nom de l'abbesse se retrouve dans l'installation artistique The Dinner Party (1974-1979) de Judy Chicago dans l'aile II, associée à la convive Hrotsvita de Gandersheim.